# Джузепе Уилсън
Джузепе Уилсън (на италиански: Giuseppe Wilson) е италиански футболист, защитник.

## Биография
Джузепе Уилсън е роден в Дарлингтън при семейство на майка неаполитанка Лина Ди Франсиска и Денис Уилсън, англичанин, работник в местна фабрика, но среща Лина, докато служи в Британската армия. Когато Джузепе е само на шест месеца, семейството му се премества в Неапол, родината на майка му, тъй като на нея е трудно да се установи в Обединеното кралство, поради студените зими. През април 2013 г. е публикувана официалната биография на Уилсън и историята на целия му футболен живот до наши дни, книгата е написана от Винченцо Ди Микеле със заглавие „Истинския капитан Пино Уилсън от друга ера“. Той открива италиански ресторант в родния си Дарлингтън, наречен Casa di Chirico.

## Кариера

### Интернаполи и Лацио
Уилсън започва кариерата си с Интернаполи през сезон 1964/65 и играе за тях в повече от 150 мача.
Той се присъединява към Лацио през 1969 г. В Лацио са най-добрите му години като футболист, оставайки с тях за десетилетие, играейки над 300 мача. Това е и един успешен период за клуба, който спечелва първата си титла в Серия А през сезон 1973/74 г., както и Копа делле Алпи през 1971 г. Времето, което прекарва в Лацио, му печели място в италианския национален отбор. Джузепе Уилсън е в отбора за Мондиал 1974 г.

### Ню Йорк Космос
След като кариерата му запада, Уилсън прекарва 1 сезон в САЩ, играейки в Ню Йорк Космос през 1978 г. и спечелвайки титлата на северноамериканската лига. Уилсън е обявен за защитник на Soccer Bowl '78.

## Отличия
Лацио
- Копа делле Алпи: 1971
- Серия А: 1973/74

Ню Йорк Космос
- САФЛ: 1978